# Honorable (tratamiento)
El tratamiento el (o la) Honorable es un predicado honorífico asociado al nombre de ciertas personas, usado principalmente en las naciones de la mancomunidad británica. Proviene del latín «honorabilis» y cuyo significado es «digno de ser honrado».
Este título lo reciben mandatarios, gobernantes, jueces, entre otros, principalmente miembros de las asambleas nacionales y de la nobleza.